# Уряд Ботсвани
Уряд Ботсвани — вищий орган виконавчої влади Ботсвани.

## Голова уряду
- Президент — Ян Кхама (англ. Seretse Khama Ian Khama).
- Віце-президент — Мокгвітсі Ерік Масісі (англ. Mokgweetsi Eric Masisi).

## Кабінет міністрів
Склад чинного уряду подано станом на 19 жовтня 2016 року.
| Логотип | Міністерство                                                                  | Міністр                                             | Фото | Час на посаді | Час на посаді | Партія | Партія | Вебсайт |
| ------- | ----------------------------------------------------------------------------- | --------------------------------------------------- | ---- | ------------- | ------------- | ------ | ------ | ------- |
|         | Міністерство базової освіти                                                   | Юніті Доу (Unity Dow)                               |      |               |               |        |        |         |
|         | Міністерство вищої освіти, науки, досліджень та технологій                    | Альфред Мадігеле (Alfred Madigele)                  |      |               |               |        |        |         |
|         | Міністерство екології, дикої природи та туризму                               | Чекеді Кхама (Tshekedi Khama)                       |      |               |               |        |        |         |
|         | Міністерство зайнятості, праці та професійного розвитку                       | Ченоло Мабео (Tshenolo Mabeo)                       |      |               |               |        |        |         |
|         | Міністерство землекористування, водних ресурсів і санітарної служби           | Принс Маеле (Prince Maele)                          |      |               |               |        |        |         |
|         | Міністерство закордонних справ                                                | Пелономі Венсон-Мойтой (Pelonomi Venson-Moitoi)     |      |               |               |        |        |         |
|         | Міністерство інфраструктури, науки та технології                              | Нонофо Молефі (Nonofo Molefhi)                      |      |               |               |        |        |         |
|         | Міністерство молоді, спорту і культури                                        | Тапело Олопенг (Thapelo Olopeng)                    |      |               |               |        |        |         |
|         | Міністерство мінеральних ресурсів, зеленої технології та енергетичної безпеки | Садікве Кебонанг (Sadique Kebonang)                 |      |               |               |        |        |         |
|         | Міністерство місцевого самоврядування і розвитку сільських регіонів           | Сламбер Тсогване (Slumber Tsogwane)                 |      |               |               |        |        |         |
|         | Міністерство національностей, імміграції та гендерних справ                   | Едвін Єнамісо Бачу (Edwin Jenamiso Batshu)          |      |               |               |        |        |         |
|         | Міністерство оборони, юстиції та безпеки                                      | Шоу Кгаті (Shaw Kgathi)                             |      |               |               |        |        |         |
|         | Міністерство охорони здоров'я                                                 | Доркас Макгато-Малесу (Dorcas Makgato-Malesu)       |      |               |               |        |        |         |
|         | Міністерство праці та внутрішніх справ                                        |                                                     |      |               |               |        |        |         |
|         | Міністерство промисловості, торгівлі та інвестицій                            | Вінсент Серетсе (Vincent Seretse)                   |      |               |               |        |        |         |
|         | Міністерство справ президента і державного управління                         | Ерік Мотусі Молале (Eric Mothusi Molale)            |      |               |               |        |        |         |
|         | Міністерство сільського господарства                                          | Патрік Ралотсіа (Patrick Ralotsia)                  |      |               |               |        |        |         |
|         | Міністерство транспорту і зв'язку                                             | Кітсо Макайла (Kitso Mokaila)                       |      |               |               |        |        |         |
|         | Міністерство фінансів і економічного розвитку                                 | Онтефеце Кеннет Матамбо (Ontefetse Kenneth Matambo) |      |               |               |        |        |         |